# Étienne-Marie Delahante
Étienne-Marie Delahante (26 novembre 1743, Crépy-en-Valois - 7 mai 1829, Crépy-en-Valois), est un fermier général et homme politique français.

## Biographie

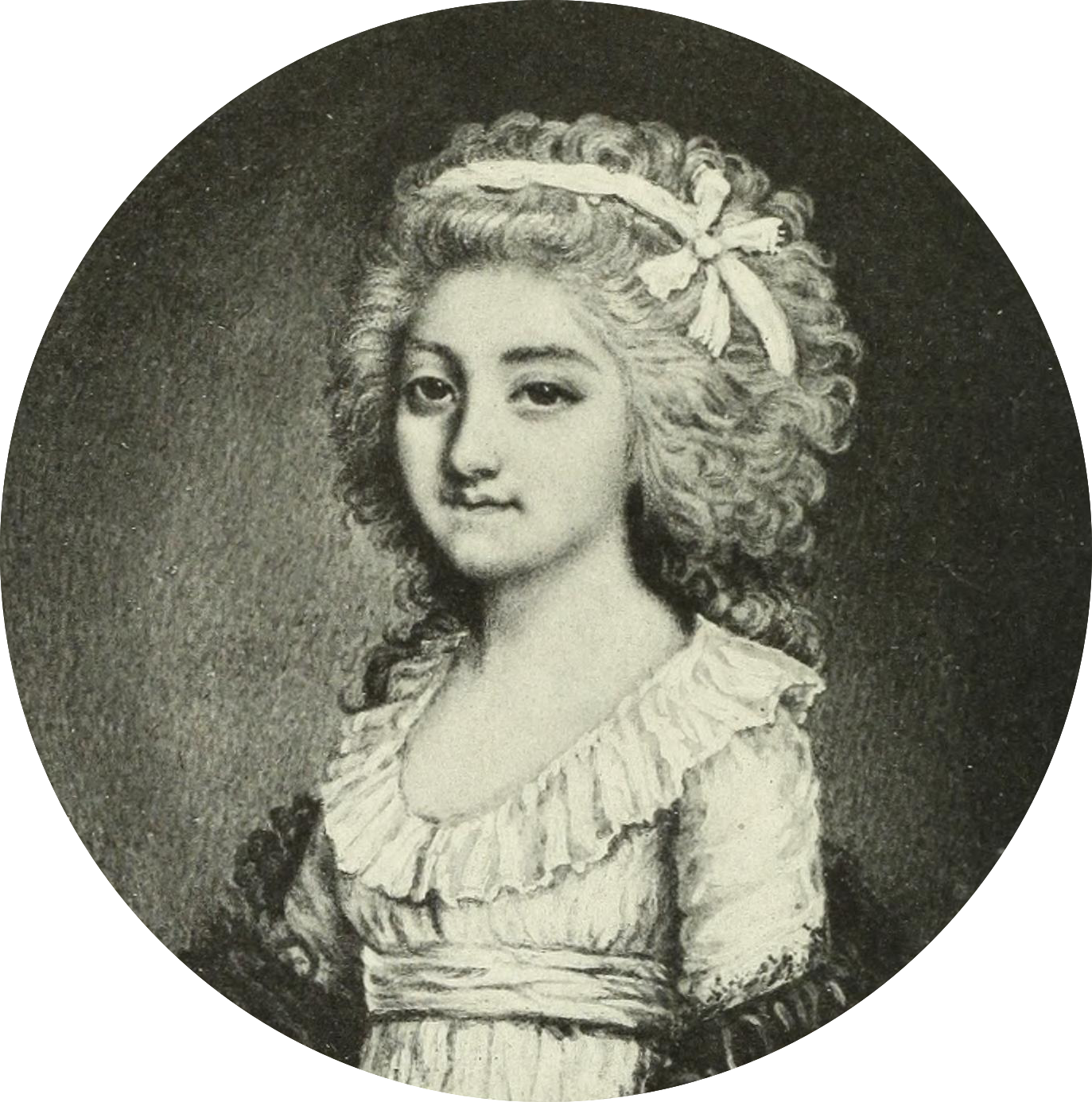
Mlle Adèle de Parseval, future Mme Delahante.

### Famille
Étienne-Marie Delahante est le fils de Adrien Delahante (1714-1748), conseiller du roi et maître des eaux et forêts du duché de Valois, qu'il perd à l'âge de cinq ans. Il est ensuite élevé par sa mère et sa sœur Victoire.
Il épouse Adèle de Parseval, fille du fermier général Pierre de Parseval (1724-1782) et d'Anne-Henriette André de La Guerche, il est le père du financier Adrien Delahante (1788-1854).

### Enfance et formation
Il a suivi ses études au collège des Oratoriens de Soissons où il a été envoyé à l'âge de onze ans, puis est envoyé à Paris avec sa sœur en raison d'un caractère difficile au collège des Grassins où ses père et oncle avaient été également élevés. Grâce à un travail assidu, il quitte le collège en 1760, avec le diplôme de bachelier en droit comme bon rhétoricien et excellent logicien.
Son oncle, Jacques Delahante, fermier général, Directeur général des Grandes Gabelles ; ayant intention de le faire entrer dans les bureaux de la Ferme générale, voulut auparavant lui donner un complément d'éducation, le faisant passer par une étude de Procureur auprès de M. Lechauve, Procureur au Châtelet pendent un an et par la classe d'un maître d'écriture. Âgé de vingt ans, son oncle, Jacques Delahante, le fit entrer dans l'administration des fermes générales.

### Carrière
Fermier général, membre de la Société populaire de Crépy-en-Valois, il fut arrêté pendant la Révolution. Incarcéré successivement à la prison de l'Abbaye, à Port-Libre, puis à la Conciergerie, traduit devant le tribunal révolutionnaire, il sera, avec deux autres inculpés, mis hors des débats sur l'attestation des citoyens réviseurs qu'ils n'avaient eu aucune gestion et qu'ils n'avaient été intéressés dans aucun des baux concernés par le Tribunal révolutionnaire dans sa séance du 19 floréal An II au motif  et échappe de peu à la guillotine Il sera libéré un mois après le 9 thermidor. Il avait reçu le soutien du comité révolutionnaire de surveillance de la section des Tuileries, attestant de l'absence de plaintes à son égard et des preuves de son civisme .
Propriétaire à Crépy, Étienne-Marie de la Hante devient le chef des modérés de la ville et avec trois autres propriétaires, rachète le collégiale Saint-Thomas de Crépy (ils en firent don à la commune l'année suivante). Il est élu juge de paix en novembre 1795 contre l'ancien maire de Crépy-en-Valois, Jean-François Tardu.
Il est élu, le 23 germinal au V, au Conseil des Cinq-Cents. Il y siégea, sans prendre la parole, jusqu'en l'an VII.
Delahante devient, sous le Consulat, « membre de la Commission de bienfaisance » et est nommé maire de Crépy-en-Valois (1803-1817), succédant à Antoine Charles Laurens. L'année suivante, il est nommé membre du Conseil général de l'Oise en mars 1804 et en devient président de 1806 à 1817.

## Distinctions, récompenses et hommages

### Décorations
- Chevalier de la Légion d'honneur[réf. souhaitée]

### Hommages
- Un EHPAD porte son nom à Crépy-en-Valois.

## Œuvre
Ces ouvrages, y compris ses mémoires, n'ont jamais été destinés à la publication et ont été composés pour le divertissement particulier de l'auteur.
- Traduction des œuvres complètes d'Horace
- Traduction des fables de Phèdre
- Traduction de L’Énéide de Virgile
- Traduction de Perse et de Juvénal
- Description géographique de la France
- Tableau analytique de la Grammaire Française
- Éléments de Géométrie
- Mémoires de M. Étienne-Marie Delahante

### Roman et Nouvelles
- Direcourt et Marimont
- Histoire de M. de Mérécor
- Les Aventures de la Rominière
- Correspondance de Mesdames de l'Escours et de Terselle
- Lettres de Mme de Clairvin
- Jules de Plémord et Achille de Lervin
- Mémoires du chevalier de l'Estal
- Mémoires de Maurice Plenex, armateur au Havre
- Mémoires de Edouard de Sergin
- Histoire de Cécile de L'Hermane
- Sire Jean et Carico, conte
- Le Mistifîeur mistifié, conte
- L'Enfant peureux
- Merval et Émilie de Saint-Clair
- Le Revenant
- Gros-Pierre et Petit-Jean
- La Grande Barbe ou le Solitaire de la bruyère